# Stensjötjärnen (Hällefors socken, Västmanland)
Stensjötjärnen är en sjö i Hällefors kommun i Västmanland och ingår i Göta älvs huvudavrinningsområde.